# Димитър Граматиков
 Димитър Иванов Граматиков е български юрист от първата половина на XX век.

## Биография
Димитър Граматиков е роден в Кратово, тогава в Османската империя, днес в Северна Македония. Завършва висше юридическо образование, работи като банков чиновник. При избухването на Балканската война е македоно-одрински опълченец в 3 нестроева рота на 2 скопска дружина, носител е на орден „За храброст“ III степен.
Участва в Първата световна война като офицерски кандидат в Единадесета пехотна македонска дивизия. Награден е с орден „За храброст“, I степен.
Работи като адвокат в Кърджали. След Деветосептемврийския преврат е арестуван от комунистическите власти. Осъден от седми състав на Народния съд в Старозагорска област на 1 година строг тъмничен затвор. Лишен е от права за 3 години.